# Der Wald

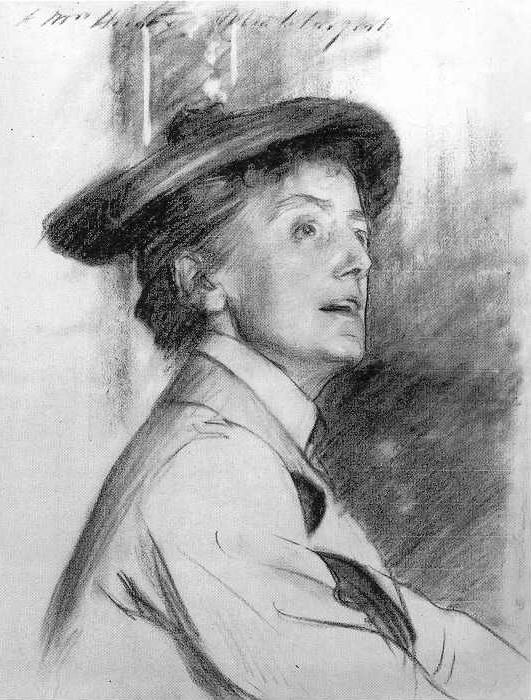
Ethel Smyth, målning av John Singer Sargent 1901.

Der Wald (Skogen) är en opera i en akt med musik av Ethel Smyth till libretto av Henry Brewster och Smyth, skriven mellan 1899 och 1901. Det var Smyths andra opera och den hade premiär den 2 april på Königliches Opernhaus i Berlin. Smyth själv betecknade operan som ett "Musikdrama", men det rör sig mer om en blandning av musikdrama och en typisk romantisk opera med prolog och epilog.

## Historik
Efter Fantasio blev Der Wald Smyths andra opera. Enligt John Yohalem från Metropolitan Opera House skrev Smyth librettot på tyska i avsikt att få verket uppfört i Tyskland. Efter den första framgången med Fantasio i Weimar 1898 kunde Smyth, trots den fientliga stämningen mot Storbritannien med anledning av Andra Boerkriget, trots allt förvänta sig ett bra mottagande. Vid Berlinpremiären var mottagandet emellertid "som bäst ljummet", men den spelades senare på Royal Opera House i London med stor framgång. Den gavs även i Strasbourg i februari 1904, varefter den försvann då "Smyth övergav Der Wald och hela proto-Wagnerska genren." Smyth hyste hopp om att få se sin opera uppförd i Amerika, något som också gick i uppfyllelse.
Smyths opera gavs på Metropolitan den 11 mars 1903 med Johanna Gadski, Luise Reuss-Belce, David Bispham och Eugène Dufriche i rollerna, dirigerad av Alfred Hertz, Efter Der Wald gavs en föreställning av Verdis Trubaduren. Yohalem noterar att "det var slugt av Maurice Grau att använda sig av en stjärnbeströdd uppsättning av Trubaduren med Lillian Nordica, Louise Homer, Emilio De Marchi, Giuseppe Campanari och Marcel Journet som bete för att dra publik till det nya verket." Der Wald var en populär och ekonomisk framgång för Metropolitan, även om kritiken inte var uteslutande positiv.
En andra föreställning gavs den 20 mars med samma besättning tillsammans med La fille du régiment och med Marcella Sembrich i titelrollen, och dubbelföreställning gav mer än vad La fille inbringat året tildigare då den hade spelats tillsammans med Pagliacci.
Der Wald förblev den enda opera av en kvinnlig kompositör att framföras på Metropolitan fram till 2016 då Kaija Saariahos opera L'Amour de loin spelades där.

## Roller
| Personer                                   | Röststämma               | Premiärbesättning 2 april 1902 Dirigent: Karl Muck |
| ------------------------------------------ | ------------------------ | -------------------------------------------------- |
| Lantgreve Rudolf                           | baryton                  | Carl Nebe                                          |
| Iolanthe, hans älskarinna                  | sopran eller mezzosopran | Ida Hiedler                                        |
| Heinrich, en ung skogshuggare              | tenor                    | Ernst Kraus                                        |
| Peter, en skogvaktare                      | bas                      |                                                    |
| Röschen hans dotter, förlovad med Heinrich | sopran                   | Marie Dietrich                                     |
| En gårdfarihandlare, med en björn          | baryton                  |                                                    |
| Bönder, jägare, kör av skogsandar          |                          |                                                    |

## Handling
Smyth beskriver handling i sin opera:

Det är en kort och tragisk historia av inramad av naturens lugn och oändlighet representerad av skogen och dess andar. När ridån går upp ser vi dessa andar, eller naturelement, utföra ritualer framför ett altare i skogen. De besjunger sin evighet och människans dödlighet. Altaret försvinner och spelet börjar.
Bondflickan Röschen är förlovad med den unge skogshuggaren Heinrich. Bröllopet är fastställt till dagen därpå. En gårdfarihandlare bjuder ut sina varor. Stämningen är glad och bönderna dansar. I fjärran hörs Iolanthes horn. Glädjen bryts; skrämda flyr bönderna...
Iolanthe är en kvinna fylld av elaka instinkter och otyglade passioner. Hon anses vara en häxa och skys av alla. Hon styr fullständigt greve Rudolf, landets härskare. Hänförd av Heinrichs skönhet försöker hon få med honom in i sitt slott...
Hennes försök att bryta Heinrichs kärlek till Röschen misslyckas. Hon lovar hämnas. Gårdfarihandlaren pekar ut Heinrich för att ha dödat en hjort och detta ger Iolanthe möjligheten att tvinga den unge skogshuggaren att böja sig eller bli straffad. Heinrich föredrar ett odödligt och mäktigt liv framför ett svagt och kort. Iolanthe ger ordern och Heinrich dödas.
Scenen ändras tillbaka till operans början och skogsandarna återupptar sin ritual efter att ha blivit avbrutna av operans händelser.

## Kritiskt mottagande
I allmänhet ogillade kritikerna i New York operan även om vissa uppmärksammade hennes tekniska förmåga.